# Verfolgte und vertriebene Studenten der Goethe-Universität
Verfolgte und vertriebene Studenten der Goethe-Universität in der NS-Zeit sind im Vergleich zu den Verfolgten und vertriebenen Wissenschaftlern der Goethe-Universität in der NS-Zeit eine bislang wenig erforschte Gruppe. Opfer waren überwiegend Studentinnen und Studenten, die in sozialistischen oder kommunistischen Organisationen aktiv waren. Ebenso verfolgt und ausgegrenzt wurden jüdische Studentinnen und Studenten, von denen viele aber auch als Mitglieder den linken politischen Studentenorganisationen angehörten.

## Die Ausgangslage
Nach Wolfgang Abendroth tendierte „die Mehrheit der Studenten […] während der gesamten Periode der Weimarer Republik […] generell zur Reaktion“. Sie seien fixiert gewesen auf den Aufstieg in die schon im Kaiserreich herrschende Klasse und hätten sich in Krisensituationen verstärkt faschistischen Strömungen angeschlossen.:S. 47 Mit der Weltwirtschaftskrise und den durch sie sich verschlechternden Berufsaussichten auch für Akademiker hätten sich diese Tendenzen verschärft und der „Teil der Studenten, der bisher monarchistisch-obrigkeitsstaatlich gesinnt war, wird immer mehr von den Nationalsozialisten beherrscht, obschon sich keinesfalls alle im Nationalsozialistischen Deutschen Studentenbundes organisieren“.:S. 48 Jüdische Studenten, die bislang schon als unliebsame Konkurrenten gleichsam gemäßigten antisemitischen Anfeindungen ausgesetzt gewesen waren, seien im Zuge der sich verschärfenden Auseinandersetzungen mit einem immer extremer werdenden Antisemitismus konfrontiert worden. Als Gegenbewegung hierzu seien in Frankfurt und Berlin ab 1929/30 die linken Studentenorganisationen wesentlich stärker geworden und hätten vermehrt Zuspruch von jüdischen und nicht-jüdischen Studenten erfahren.:S. 48
Mit Stand 1. Februar 1933 waren für das Sommerhalbjahr 1933 an der Goethe-Universität 3.945 reguläre Studenten immatrikuliert (3.182 Männer, 763 Frauen). Hinzu kamen 745 Gasthörer und Besucher (492 Männer, 253 Frauen). Die Gesamtzahl betrug somit 4.690 Studentinnen und Studenten (3.674 Männer, 1.016 Frauen). Für das Sommersemester 1930 waren nach Grüttner in Frankfurt 3.772 Studentinnen und Studenten immatrikuliert; 2.243 von ihnen waren evangelisch (59,5 %), 1.033 katholisch (27,4 %), 364 jüdisch (9,6 %) und 132 (3,5 %) gehörten anderen Glaubensgemeinschaften oder keiner an. Der prozentuale Anteil jüdischer Studentinnen und Studenten war mit 10,7 % nur in Berlin höher als in Frankfurt und lag im Durchschnitt bei 4,3 %.:S. 495
Aufgrund politischer und rassistischer Verfolgungen verlor ein Teil der Frankfurter Studentinnen und Studenten im Laufe des Sommer-Semesters 1933 seinen Studienplatz – vor allem jene, die jüdischen Glaubens waren oder linken Hochschulgruppen angehörten. Der Anteil beider Gruppen war an der Frankfurter Universität überdurchschnittlich hoch:S. 83, und die Frankfurter Universität galt in ihrer Gesamtheit „den Nazis als verhaßte Hochburg jüdischen und marxistischen Geistes“.:S. 34

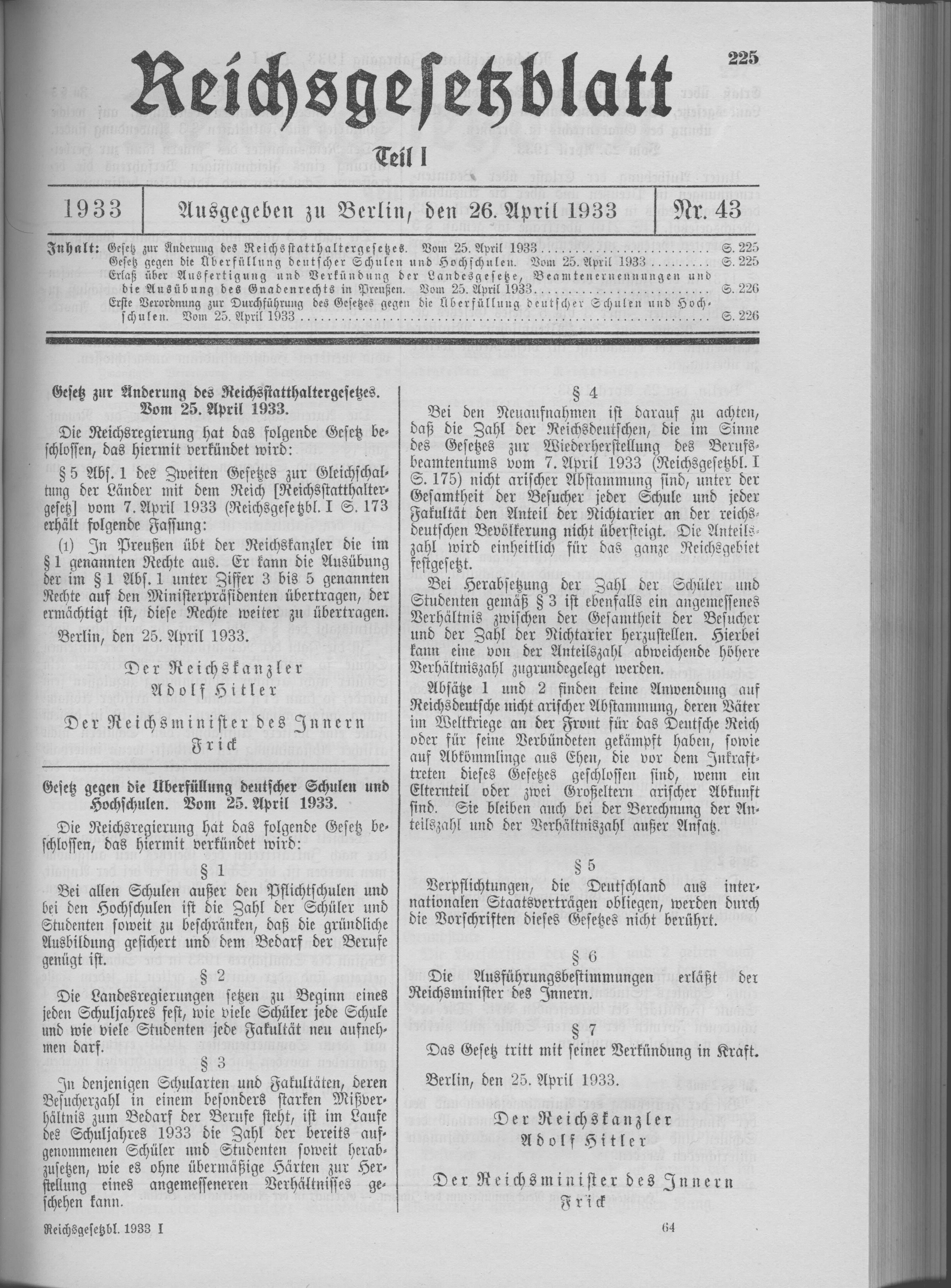
Gesetz gegen die Überfüllung deutscher Schulen und Hochschulen

Nach der Machtübergabe an die Nazis erfolgten sehr schnell auch die Maßnahmen zur Gleichschaltung der Studentenschaft.
- Am 25. April 1933 trat das Gesetz gegen die Überfüllung deutscher Schulen und Hochschulen in Kraft. Es übernahm die Definition des Nichtariers aus dem Gesetz zur Wiederherstellung des Berufsbeamtentums vom 7. April 1933[6] und „sollte die Neuzulassung jüdischer Schüler und Studenten entsprechend dem jüdischen Bevölkerungsanteil auf eineinhalb Prozent“ begrenzen.[7] In der Folge dieses Gesetzes ging „die Zahl der jüdischen Studenten/innen im Sommersemester 1933 drastisch zurück […] (ca. 50%)“.[5]:S. 50
- Am 29. Juni 1933 ordnete das Preußische Kultusministerium per Erlass (U I Nr. 21890) an, „alle Studierenden vom Hochschulstudium auszuschließen, ‚die sich in den letzten Jahren nachweislich in kommunistischem Sinne betätigt haben (auch ohne Mitglied der KPD zu sein)‘. Die Hochschulen wurden verpflichtet, zur Feststellung der in Frage kommenden Personen die örtlichen Studentenführungen heranzuziehen und Listen der relegierten Studenten an alle Hochschulen zu versenden, um eine Immatrikulation der Betroffenen an anderer Stelle zu verhindern.“[3]:S. 207
 Der frisch gewählte Rektor der Universität, Ernst Krieck, folgte unverzüglich diesem Erlass, richtete einen Ausschuss zur politischen Überprüfung der Studenten ein und ließ die im Erlass geforderten Listen erstellen.[4]:S. 83 Am 11. Juli 1933 schloss der Senat der Universität unter Berufung auf den Erlass die ersten drei Studenten vom Studium aus:[8] Eva Reichwein, Peter von Haselberg und Erich Gerlach. Am 12. Juli 1933 verfügte Rektor Kriegk, ebenfalls unter Bezug auf den Erlass, den Ausschluss von vier weiteren Studierenden und fügte eine Liste von 12 weiteren Personen an, die auch wegen kommunistischer Betätigung relegiert worden wären, wenn sie nicht schon von sich aus die Universität verlassen hätten.[5]:S. 82
- Am 9. August 1933 verschärfte das Preußische Kultusministerium seinen zuvor zitierten Erlass und bestimmte, „daß auch alle Studierenden an preußischen Hochschulen, die sich in den letzten Jahren nachweislich in marxistischen (kommunistischen oder sozialdemokratischen) oder sonst antinationalem Sinne aktiv betätigt haben, mit sofortiger Wirkung von dem Universitätsstudium auszuschließen sind. […] Die Annahme einer marxistischen oder sonstigen antinationalen Betätigung sind aber insbesondere dann erfüllt, wenn ein Studierender in Wort, Schrift oder durch sein sonstiges Verhalten gehässig gegen die nationale Bewegung aufgetreten ist, ihre Führer beschimpft oder nationalgesinnte Studierende zu verfolgen, zurückzusetzen oder sonst zu schädigen versucht hat. Als besonders belastend ist dabei die Zugehörigkeit zu pazifistischen, landesverräterischen oder ähnlichen Organisationen (z. B. der "Deutschen Friedensgesellschaft" pp.) anzusehen.“[9]

Hatte der Erlass vom 29. Juni lediglich die Heranziehung der örtlichen Studentenschaft beim Ausschluss der kommunistischen Studenten verlangt, so wurde jetzt die Einsetzung eines auf Vorschlag der Studentenschaft zu berufenden Ausschusses „aus national zuverlässigen Studierenden“ verfügt, „der dem Rektor beratend zur Seite steht“. In Frankfurt waren da bereits Fakten geschaffen worden. Bereits am 3. Mai 1933, knapp zwei Monate vor dem ersten der beiden zuvor zitierten Erlasse, hatten Mitglieder des Nationalsozialistischen Deutschen Studentenbundes (NSDStB) sämtliche Eingänge des Universitätsgebäudes in der Jügelstraße besetzt und die Ausweise der Studenten kontrolliert. Die Studentenausweise der nicht-arischen Studenten, obwohl diese in den beiden Erlassen keine Erwähnung fanden, wurden durch andersfarbige ersetzt

„und ihnen die Mitgliedschaft in der Deutschen Studentenschaft entzogen. Dies bedeutete eine Verschärfung der wirtschaftlichen Situation der jüdischen Studenten/innen. Sie waren mit dem Entzug der Mitgliedschaft von Vergünstigungen, wie z. B. Mensa-Essen, Sozial- und Krankenversicherung für Studenten, Erlaß von Studiengebühren etc. ausgeschlossen. Darüber hinaus wurden jüdischen Studenten/innen bereits bewilligte Stipendien der Deutschen Studienstiftung aufgekündigt.“

In der Folge sah sich die Jüdische Gemeinde gezwungen, ein Hilfs- und Beratungsangebot für jüdische Studentinnen und Studenten aufzubauen. Das geschah unter dem Dach der Jüdischen Beratungsstelle für Wirtschaftshilfe, die sich auch um die Berufsausbildung der nicht-akademischen Jugendlichen in der Jüdischen Anlernwerkstatt Frankfurt kümmerte.
Aufgrund des Überfüllungsgesetzes schloss die Universität Ende November 1933 weitere jüdische Studenten vom Studium aus.:S. 86 Diejenigen, die weiterhin zum Studium zugelassen wurden, waren „erheblichen Diskriminierungen ausgesetzt“.:S. 86 Über die zuvor schon erwähnten Maßnahmen hinaus wurde ihnen die Zulassung zum Staatsexamen verwehrt, eine Promotion nur noch in Ausnahmefällen zugelassen und ab Frühjahr 1937 überhaupt nicht mehr. Zusätzlich kam es seitens der Fakultäten zur nachträglichen Aberkennung des Doktorgrades, was in Frankfurt zwischen 1933 und 1945 in 114 Fällen passierte.:S. 244 f
- Rechtswissenschaftliche Fakultät: in 20 Fällen
- Medizinische Fakultät: in 30 Fällen
- Philosophische Fakultät: in 17 Fällen
- Naturwissenschaftliche Fakultät: in 12 Fällen
- Wirtschaft- und Sozialwissenschaftliche Fakultät: in 35 Fällen

Ab April 1938 war in Frankfurt eine Immatrikulation nur noch mit einem Arierausweis möglich:S. 246, und am 8. Dezember 1938 wurden sämtliche jüdischen Studentinnen und Studenten von den Universitäten und Hochschulen ausgeschlossen.:S. 62
Gestützt auf die als Buch vergriffene Dissertation von Bernward Vieten berichtet Stuchlik von 547 Relegationen, die zwischen Mai und Dezember 1933 an den Hochschulen des Dritten Reichs vollzogen worden seien. Heruntergebrochen auf Frankfurt hieß das:

„... wurden in Frankfurt nach dem 29.6.1933 35 und nach dem 9.8.1933 nochmals 31 sozialistische und kommunistische Studenten vom Studium ausgeschlossen, insgesamt also 66 Studenten; darunter befanden sich 30 Medizin-Studenten […] Diese hohe Zahl übertraf nur noch die Universität Berlin, an der 131 Studenten relegiert wurden.“

Vergleichbare Zahlen über die Relegationen jüdischer Studenten und deren Studiensituation scheinen nicht vorzuliegen.:S. 86

## Verfolgte studentische Organisationen

### Jüdische Studentenorganisationen in Frankfurt
Auch in Frankfurt gab es Ableger der Jüdischen Studentenverbindungen.:S. 34–40 Dem deutsch-nationalen Kartell-Convent der Verbindungen deutscher Studenten jüdischen Glaubens (K.C.) gehörte die 1915 gegründete Verbindung Nassovia an, dem zionistischen Kartell Jüdischer Verbindungen (KJV) die Verbindungen Saronia. Ein prominentes Mitglied der am 10. Juli 1918 gegründeten Verbindung war Erich Fromm. Das Verbindungsleben der Saronia kam in den späten 1920er Jahren zum Erliegen, weshalb sie zu Beginn der 1930er Jahre wieder neu aufgebaut wurde; sie habe mit den jüdischen Jugendverbänden in Frankfurt zusammengearbeitet und mit der HaPoel HaZair.:S. 37, 40 Ebenfalls dem KJV gehörte der Ruderverein Jordania an, über den aber nichts weiter bekannt ist. In der Liste jüdischer Studentenverbindungen werden außerdem noch die dem KJV zugerechnete VJSt Saxonia erwähnt und die dem Bund Jüdischer Akademiker angehörende Vereinigung jüdischer Akademiker, laut Christoph Dorner et al. „ein Zusammenschluss der religiös orthodoxen Juden“:S. 35, dem im Wintersemester 1930/31 73 Alte Herren und 53 Aktive angehörten. Es gibt zudem Hinweise auf eine AZV Hasmonaea, die es an mehreren Universitäten gab und in Frankfurt dem Bund Zionistischer Korporationen (BZK) nahegestanden haben soll, der 1929 wieder mit dem KJV fusionierte. Ebenfalls jüdisch geprägt war der Club der ausländischen Studierenden, nach Dorner et al. „ein lockerer Zusammenschluß der ca. 300 ausländischen, insbesondere jüdischen Studenten an der Frankfurter Universität, der Sprachkurse und Freizeitveranstaltungen anbot. Im Sommersemester 1933 wurde er offiziell aufgelöst.“:S. 61 Helma Brunck rechnet den jüdischen Verbindungen auch noch die 1903 gegründete Jüdisch-Literarische Gesellschaft hinzu, die den Zweck verfolgt habe, „jüdisch-wissenschaftliche Arbeiten auf orthodoxer Grundlage“ zu veröffentlichen. Das Ergebnis seien 320 Arbeiten in 20 Jahrbüchern gewesen.
In der Weimarer Zeit ist ein deutlicher Anstieg von Studentinnen an den preußischen Hochschulen zu verzeichnen (1918 = 7339 Frauen; 1932 =18.315 Frauen). „Bei der Teilgruppe der jüdischen Studenten waren 1931 bereits 28 % weiblichen Geschlechts; in Frankfurt z. B. erzählte man, daß ein Drittel aller Medizinstudenten jüdische Frauen seien.“:S. 40 Das war auch der Hintergrund zur Gründung der ersten Zionistischen Studentinnengruppen (ZiSt) in Frankfurt und Berlin. Hertha Perlstein, eine der Gründerinnen, datierte die Gründung in Frankfurt etwas unscharf auf das Sommersemester 1930/beginnendes Wintersemester 1930. Die Gruppe in Berlin entstand unabhängig von der Frankfurter Gruppe im Wintersemester 1930, und auf dem Kartelltag des KJV im Februar 1931 in Hamburg konstituierten sich die Zionistischen Studentinnen als Dachverband für 7 lokale Gruppen. Im Juni 1932 gehörten ihnen 140 bis 150 Chawerot (Kameradinnen oder Genossinnen) an.:S. 141
Über die Frankfurter ZiSt-Gruppe, die erfolgreich auch Frauen außerhalb des universitären Bereichs organisieren konnte – unter anderem Kindergärtnerinnen, Lehrerinnen, Verkäuferinnen und Kunstschülerinnen:S. 41 –, ist wenig bekannt. Zumindest 1932/33 war Mirjam Grünstein deren Vorsitzende. Sie wurde im Februar 1933 auch zur Co-Vorsitzenden des Gesamtverbandes gewählt.
Im Sommersemester 1933 ereilte die ZiSt wie alle jüdischen studentischen Verbindungen das gleiche Schicksal: sie wurden von den Nationalsozialisten aufgelöst.:S. 61

### Die Organisationen des linken politischen Spektrums
Nach Wolfgang Abendroth gab es an der Frankfurter Uni seit 1924 zwei sozialistische Studentengruppen: die überparteiliche Freie Vereinigung Sozialistischer Studenten mit etwa 30 Mitgliedern und den SPD-nahen Sozialistischen Deutschen Studentenbund (SDStB) mit etwa 20 Mitgliedern.:S. 185 Diese beiden Organisationen existierten auch noch um 1930:S. 33, bevor die Freie Vereinigung Sozialistischer Studenten, so Abendroth, zur Roten Studentengruppe (RSG) umgeformt worden sei.
Abendroths Darstellung der Umformung der Freien Vereinigung Sozialistischer Studenten zur RSG passt allerdings nicht zu einem Dokument, das bei Marion Keller abgedruckt ist. Es handelt sich um einen gemeinsamen Aufruf zu einer Demonstration in Frankfurt am 7. Juli 1931 „gegen Faschismus und Hochschulreaktion“. Unterzeichnet ist er von drei Organisationen: RSG, SDStB und Freier Vereinigung Sozialistischer Studenten.:S. 62 Eine Seite zuvor erwähnt sie außerdem die Zeitschrift Der rote Student, in dessen Ausgabe vom März 1931 ein Resolutionsentwurf für die II. Reichskonferenz des Reichsverbandes freisozialistischer Studenten abgedruckt war. Dazu passt die Einschätzung von Marcel Bois. Für den sind die reichsweit agierenden Roten Studentengruppen und der Reichsverband Freisozialistischer Studenten um 1928/29 herum zwei von der mehrheitlich ultralinken KoStuFra gegründete Vorfeldorganisationen, die formal überparteilich und der Strategie der Einheitsfront verpflichtet sein sollten. Dies sei jedoch nur ein rhetorisches Konstrukt gewesen, denn faktisch seien Sozialdemokraten und Sozialisten von der KoStuFra nur zur Mitarbeit geduldet worden, wenn diese bereit waren, sich gegen ihre jeweiligen Mutterparteien zu stellen und die Politik der KPD zu vertreten. In Frankfurt habe das allerdings dazu geführt, dass sich eine Heinrich Brandler nahestehende Opposition von der KoStuFra abgespalten und sich als KPD-Opposition der RSG angeschlossen habe.:S. 29
Sieht man von dem bei Keller abgedruckten gemeinsamen Demonstrationsaufruf ab, gibt es keine weiteren Belege mehr für die Existenz der Freien Vereinigung Sozialistischer Studenten in Frankfurt nach 1931. Hier agieren im linken politischen Spektrum SDStB und RSG. die nach Stuchlik die „entschiedensten Gegner“ des auch in Frankfurt immer aggressiver auftretenden Nationalsozialistischen Deutschen Studentenbundes (NSDStB) waren. Die von ihr zitierte Frankfurter Zeitung (FZ) kam aufgrund der Beteiligungen an den Veranstaltungen dieser Gruppierungen am 20. Mai 1931 zu der Einschätzung, „daß sie über nicht unbedeutenden Anhang in der Studentenschaft verfügen“.
Nachfolgend wird überwiegend von der RSG und deren Mitgliedern die Rede sein, da die Aktivitäten dieser Gruppierung am besten dokumentiert und erforscht sind. Quellen zum Frankfurter SDStB sind kaum vorhanden.

#### Die Frankfurter Rote Studentengruppe
In der Roten Studentengruppe, deren erste Vorsitzende Gisela Freund (Gisèle Freund) war:S. 47, hatten sich über Parteigrenzen hinweg die an der Universität politisch aktiven Studenten und Studentengruppen zusammengeschlossen, die sich links der SPD verorteten. Der SPD-nahe SDStB blieb bei diesem Bündnis – von gelegentlichen gemeinsamen Aktionen abgesehen – außen vor. Abendroth sieht darin, anspielend auf das Verhältnis von SPD und KPD, ein „intellektuelles Spiegelbild einer gespaltenen [Arbeiter-]Bewegung“.:S. 185 Die RSG war keine politisch homogene Gruppierung; ihr gehörten auch linke Sozialdemokraten oder parteilich nicht gebundenen Personen an, aber den Kern „bildete […] die ultralinke Kommunistische Studentenfraktion (KoStuFra)“. Ultralinks waren in diesem Sinne die Studenten, die sich der von der KPD ab 1928 vertretenen Parteilinie unterwarfen und die Sozialdemokratie zum Hauptfeind erklärten.
Marcel Bois zitiert eine „Übersicht über den Stand der Organisation der "Kommunistischen Studenten" und der "Roten Studenten"“, die am 15. Dezember 1931 von der Reichsleitung der KoStuFra erstellt worden war.:S. 24 Unterschieden wird zwischen den Mitgliederzahlen der KoStuFra und der RSG an 27 Hochschulstandorten. Berlin liegt mit 130 Mitgliedern (KoStuFra) und 320 (RSG) weit an der Spitze, aber es folgt Frankfurt mit 60 (KoStuFra) und 120 (RSG). Das deutet auf eine starke Dominanz der KoStuFra innerhalb der RSG hin, unter deren Dach, wie schon erwähnt, auch die der KPD-Opposition (KPO) nahestehenden Studenten sowie die Parteigänger der Sozialistischen Arbeiterpartei (SAP) zusammenarbeiteten.:S. 66 Innerhalb der SAP wiederum gab es in Frankfurt eine starke trotzkistische Strömung:S. 109, und Hans Kampffmeyer beschreibt die studentische SAP-Fraktion innerhalb der RSG gar als eine Art politisches Sammelbecken innerhalb des Sammelbeckens RSG.

„Wohl gelang uns , in und mit SAP und SJ V, die Integrierung derer, die wir heute als ‚heimatlose Linke‘ bezeichnen würden: viele Trotzkisten und Mitglieder der kommunistischen Rechtsopposition (KPO) kamen zu uns, andere, Mitglieder etwa des ISK (Internationaler Sozialistischer Kampfbund) oder des Jungdeutschen Ordens, arbeiteten sporadisch mit uns zusammen. Es gelang uns jedoch nicht, trotz Weiterbestehens freundschaftlicher Kontakte, die in der SPD gebliebenen Studentengenossen zur Aufgabe ihrer eigenen Hochschulgruppe und zum Beitritt zur Roten Studentengruppe zu bewegen. […] Allein aber waren wir den in der ‚Roten Studentengruppe‘ als Fraktion führenden Partei-Kommunisten […] gegenüber zu schwach, um das Prinzip und die Politik einer Einheitsfrontorganisation wenigstens auf Hochschulebene durchsetzen zu können.“

Die nicht einfach zu verstehenden internen Strukturen der RSG hielten politisch interessierte Studenten aber nicht davon ab, sich in ihr zu organisieren.

„Die Mitgliederzahl der Roten Studentengruppe nahm in den nächsten Jahren kontinuierlich zu und betrug bald ca. 200-300 Mitglieder (bei einer Gesamtstudentenzahl von rund 4500 Studentlinnen). Im Gegensatz zu vielen anderen Universitäten handelte es sich bei den linken Studentengruppen in Frankfurt nicht um eine bedeutungslose Randgruppe.“

Nach Marion Keller konnten bislang etwas mehr als 80 ehemalige Frankfurter RSG-Mitglieder ausfindig gemacht werden.:S. 52 Sie kamen überwiegend aus bürgerlichen:S. 67, nicht wenige aber auch „aus sozialdemokratisch oder kommunistisch geprägten Elternhäusern“ und „waren durch die sozialistische oder jüdische Jugendbewegung sozialisiert“ und politisiert worden.:S. 53 Unter den RSG-Mitgliedern war der Anteil „jüdischer Herkunft und von Frauen […] überproportional hoch. Während der Frauenanteil an der Gesamtzahl der Studierenden 1931 in Frankfurt knapp 20 Prozent betrug, lag er mit etwa 34 Prozent bei der RSG deutlich darüber.“ Außerdem gehörten der RSG auch Mitarbeiter des Instituts für Sozialforschung (IfS) an, „die während ihrer Studienzeit in der KoStuFra aktiv gewesen waren“:S. 52, oder, wie Willy Strzelewicz, gar deren Vorsitz innehatten.
- Franz Borkenau
- Heinz Langerhans[1]:S. 65
- Kurt Mandelbaum
- Richard Sorge[1]:S. 65
- Willy Strzelewicz[32]
- Hilda Weiss[25]:S. 54
- Karl August Wittfogel

Zu diesen Alten Herren und Damen der linken Studentenbewegung in Frankfurt kann man auch Wolfgang Abendroth zählen, der allerdings dem Institut für Sozialforschung gegenüber recht kritisch eingestellt war: „Meinen Interessen entsprach dieser Kreis nicht.“:S. 70 Abendroth war ab 1930 Gerichtsreferendar und interessierte sich weniger für theoretische Diskurse als vielmehr für praktische politische Arbeit. Er arbeitete unter anderem in der Roten Hilfe mit und hier auch zusammen mit dem Frankfurter Rechtsanwalt Adolf Moritz Steinschneider, dem späteren Ehemann von Eva Reichwein.:S. 92
Trotz seiner Vorbehalte gegenüber dem IfS kommt aber auch Abendroth nicht darum herum, die diskursprägende Funktion des Instituts und dessen Außenstelle, dem als Café Marx in die Frankfurter Universitätsgeschichte eingegangenen Café Laumer, anzuerkennen.:S. 188 Auch Strzelewicz verweist auf die „öfter nach den offiziellen Veranstaltungen im Café Laumer zusammenkommenden geselligen Runden“:S. 160, zu denen sich „die älteren, wissenschaftlich fortgeschritteneren Studenten der Linken und die jüngeren ‚fertigen‘ Wissenschaftler, die sich um das Institut gruppierten“, zusammenfanden:S. 188; er betont aber auch die eher negativen Begleiterscheinungen vieler institutsinterner Diskurse um den „wahren“ Marxismus einerseits und die Flügelkämpfe innerhalb der KPD andererseits, die zu immer neuen Spaltungen innerhalb der kommunistischen Studentenfraktion in Frankfurt führten. „Und da die meisten Mitglieder der Studentenfraktion entweder direkt oder indirekt mit dem Institut in Verbindung standen, bewegte diese Auseinandersetzung auch die Diskussion innerhalb des Instituts.“:S. 150 ff. Dennoch war für Abendroth das IfS „zum geistigen Zentrum der ‚roten Studenten‘ geworden“:S. 187, und die Flügelkämpfe innerhalb der KoStuFra hätten nie die überparteiliche Rolle der RSG in Frage gestellt. Die „marxistische Studentenorganisation wurde dadurch nicht gespalten, sondern nahm rasch an Mitgliedern zu, obwohl die drei kommunistischen ‚Fraktionen‘ oft heftig gegeneinander diskutierten“.:S. 189
Neben dem IfS gab es noch ein weiteres intellektuelles Kraftzentrum für linke Studenten. Dessen Name ist mit dem des 1930 berufenen Soziologieprofessors Karl Mannheim und dessen Assistenten Norbert Elias verbunden. In dieses Umfeld gehörten unter anderem die Schwestern Evelyn Anderson und Ilse Seglow sowie Gisèle Freund.:S. 17 Die drei sind auch Beispiele für jene RSG-Studenten, die nicht (Freund) oder nicht mehr (Anderson) der kommunistischen Fraktion angehörten.
Eine anschauliche Darstellung der Rivalitäten zwischen diesen beiden intellektuellen Kraftzentren der damaligen Goethe-Universität findet sich in einer Biographie über Hans Heinrich Gerth, der zum Sommersemester 1930 als Assistent von Mannheim von Heidelberg nach Frankfurt wechselte.:S. 34, 38 Gerth war in Heidelberg in einer nicht näher beschriebenen Sozialistischen Studentengruppe aktiv gewesen:S. 28 und trat in Frankfurt der RSG bei.:S. 39

##### Bekannte studentische RSG-Mitglieder
In der nachfolgenden Tabelle werden die Studentinnen und Studenten aufgeführt, für die es belastbare Hinweise auf ihre Zugehörigkeit zur RSG gibt. Sofern es über sie bereits einen Wikipedia-Artikel gibt, wurde in der Regel auf weitere Quellenverweise verzichtet. Unabhängig davon wurde in den Spalten Die Zwangsexmatrikulierten und Als Kommunisten denunzierte Studenten immer intern auf die 22 Personen verlinkt, die in dem Erlass von Rektor Krieck erwähnt werden.
Nicht für alle bekannten RSG-Mitglieder konnte für die Zeit nach 1933 eine Verfolgung nachgewiesen werden. Deshalb fehlt in der Spalte Weitere Verfolgte in nicht wenigen Fällen das “X”. Dessen Vorhandensein wiederum kann sich aus einem vorhandenen Wikipedia-Artikel herleiten, oder verweist auf entsprechende personenbezogene Beiträge im unteren Teil des Artikels.
Von Gisèle Freund wurde in ihrem Buch Memoiren des Auges das Schicksal der Studentin Anne überliefert. Für sie wurde kein Eintrag in der Tabelle vorgenommen, denn der Nachname dieser Mitstreiterin aus der RSG, die in Frankfurt bei ihren Eltern wohnte und im Frühjahr 1933 verhaftet worden war, blieb bei Freund unerwähnt. „Zwei Wochen nachdem sie verhaftet worden war, hatte man den Eltern ihre Leiche in einem Sarg zugestellt unter Verbot, ihn zu öffnen.“ Unter Berufung auf Freunds Gesprächsmitschnitt über ihr „Studium im faschistischen Frankfurt“ führte Lioba Canan Tekin aus, dass Freund als Grund für das Verbot, den Sarg zu öffnen, vermutet habe, „dass ihre Mitstreiterin Anne wahrscheinlich vor der Ermordung vergewaltigt wurde“.:S. 81 Marion Keller hegte allerdings Zweifel an dieser Geschichte, da es einen Brief gebe, in dem Freund von von einer „Liesel“ gesprochen habe. „Vermutlich vermischte sie in ihren Erinnerungen den Tod der beiden Frankfurter Studentinnen (Ruth) Marianne Cohnstaedt (1912–1934) und Li(e)sel Paxmann (1909–1935).“:S. 19
Nicht aufgenommen wurde auch die Studentin Lissi, mit der Wilhelm Rey befreundet war und über die er in seinem Buch Überstehen ist alles! berichtet.:S. 77 ff. Die Identität dieser Kommilitonin und Genossin von Rey konnte nicht geklärt werden.
| Bekannte Mitglieder der RSG                                    | Quelle                      | Opfer des Krieck-Erlasses vom 12. Juli 1933 | Opfer des Krieck-Erlasses vom 12. Juli 1933 | Weitere Verfolgte |
| Bekannte Mitglieder der RSG                                    | Quelle                      | Die Zwangs- exmatrikulierten                | Als Kommunisten denunzierte Studenten       | Weitere Verfolgte |
| -------------------------------------------------------------- | --------------------------- | ------------------------------------------- | ------------------------------------------- | ----------------- |
| Fritz Belleville                                               | Q=:S. 192                   |                                             |                                             | X                 |
| Ida Berger                                                     | Q=:S. 60                    |                                             |                                             | X                 |
| Walter Braeuer (KoStuFra)                                      | Q=                          |                                             |                                             | X                 |
| Henry Cassirer (Reinhard Cassirer)                             | Q=:S. 55-56                 |                                             |                                             | X                 |
| Ruth Maria Cohnstaedt                                          | Q=:S. 70                    |                                             |                                             | X=#RM-Cohnstaedt  |
| Dieter Cunz (1910–1969)                                        | Q=:S. 56                    |                                             |                                             | X                 |
| Wilhelm Dörter                                                 |                             |                                             | X=#W-Dörter                                 |                   |
| Josef Doppler                                                  | Q=:S. 49                    |                                             | X=#J-Doppler                                |                   |
| Joseph Dunner (Joseph Dünner)                                  | Q=:S. 49, 59-60             |                                             |                                             | X                 |
| Wilhelm Emrich                                                 | Q=:S. 307                   |                                             |                                             |                   |
| Berthold Eulau (später Baruch Ilan)                            | Q=:S. 64                    |                                             |                                             | X=#B-Eulau        |
| Gustav Feick                                                   | Q=Krieck-Erlass             |                                             | X=#G-Feick                                  |                   |
| Gisèle Freund                                                  | Q=:mehrfache Erwähnung & Q= |                                             | X=#G-Freund                                 |                   |
| Erich Gerlach                                                  | Q=Krieck-Erlass             | X=#E-Gerlach                                |                                             |                   |
| Hans Heinrich Gerth                                            | Q=:S. 39                    |                                             |                                             | X                 |
| Marion Gräfin Dönhoff                                          | Q=:S. 46                    |                                             |                                             |                   |
| Max Ernst Graf zu Solms-Rödelheim                              | Q=                          |                                             |                                             |                   |
| Wilhelm Graf zu Solms-Rödelheim                                | Q=:S. 69                    | X=#W-Solms                                  |                                             |                   |
| Heinz Guttfeld                                                 | Q=:S. 192                   |                                             |                                             | X                 |
| Klaus Gysi:S. 69                                               | Q=:S. 69                    |                                             |                                             | X                 |
| Paul Heinrichsdorff (damaliger Ehemann von Ruth Koplowitz)     | Q=                          |                                             |                                             | X                 |
| Alfred Hooge                                                   | Q=:S. 70                    |                                             |                                             | X=#A-Hooge        |
| Hans Kampffmeyer                                               | Q=:S. 70                    |                                             |                                             |                   |
| Barbara Kinzel                                                 | Q=:S. 58                    |                                             |                                             |                   |
| Werner Klimpt                                                  | Q=:S. 54                    |                                             | X=#W-Klimpt                                 |                   |
| Elisabeth Kolb                                                 | Q=                          | X=#E-Kolb                                   |                                             |                   |
| Oskar Koplowitz (später Oskar Seidlin)                         | Q=:S. 56                    |                                             |                                             | X                 |
| Ruth Koplowitz (verheiratet mit Paul Heinrichsdorff)           | Q=                          |                                             |                                             | X                 |
| Lena Krieg                                                     | Q=                          |                                             | X=#L-Krieg                                  |                   |
| Walter Krolik                                                  | Q=:S. 192                   |                                             |                                             | X=#W-Krolik       |
| Annemarie Kühn                                                 | Q=:S. 65                    |                                             |                                             |                   |
| Ludwig Lazarus (auch Jakob Lazarus)                            | Q=:S. 64                    |                                             |                                             | X=#L-Lazarus      |
| Harold Lievers (später Howard Weaver)                          | Q=:S. 67                    | X=#H-Lievers & #Weaver                      |                                             |                   |
| Ernst Lörcher                                                  | Q=:S. 53                    | X=#E-Lörcher                                |                                             |                   |
| Maria Meyer-Sevenich                                           | Q=:S. 53                    |                                             |                                             | X                 |
| Rose Mohrer (spätere Ehefrau von Harold Lievers/Howard Weaver) | Q=:mehrfache Erwähnung      |                                             | X=#R-Mohrer & #Weaver                       |                   |
| Ernst Erich Noth                                               |                             |                                             |                                             | X                 |
| Toni Oelsner (* 5. Mai 1907 in Frankfurt am Main)              | Q=:S. 55                    |                                             |                                             | X                 |
| Gerhard Ohr                                                    | Q=:S. 65–66                 |                                             |                                             | X=#G-Ohr          |
| Lisel Paxmann                                                  | Q=:S. 71                    |                                             |                                             | X=#L-Paxmann      |
| Werner Pese                                                    | Q=:S. 192                   |                                             |                                             | X=#W-Pese         |
| Richard Plaut (später Richard Plant)                           | Q=:S. 56                    |                                             |                                             | X                 |
| Eva Reichwein (geborene Hillmann, später Eva Steinschneider)   | Q=Krieck-Erlass             | X=#E-Reichwein                              |                                             |                   |
| John-Gustav Rewald                                             | Q=Krieck-Erlass             |                                             | X=#JG-Rewald                                |                   |
| Wilhelm Rey (später William H. Rey):S. 307                     | Q=                          |                                             |                                             | X=#WH-Rey         |
| Fred Samson (* 15. April 1914 in Kassel)                       | Q=Krieck-Erlass             |                                             | X=#F-Samson                                 |                   |
| Gertrud Sander                                                 | Q=Krieck-Erlass             |                                             | X=#G-Sander                                 |                   |
| Ilse Seligmann (später Ilse Seglow)                            | Q=:S. 56                    |                                             | X                                           |                   |
| Leonore Seligmann (später Evelyn Anderson)                     | Q=:S. 56                    |                                             | X=#LS-Anderson                              |                   |
| Abraham Sossenky (auch Arno Sossenky)                          | Q=Krieck-Erlass             |                                             | X=#A-Sossenky                               |                   |
| Peter von Haselberg                                            | Q=Krieck-Erlass             | X=#PvHaselberg                              |                                             |                   |
| Paul Wassermann                                                | Q=:S. 66                    |                                             |                                             | X                 |
| Ludwig Woltjen (im Krieck-Erlass = Woltjan)                    | Q=Krieck-Erlass             |                                             | X=#L-Woltjan                                |                   |
| Fred Ziegellaub (früher Friedrich (Fritz) Ziegellaub)          | Q=:S. 56                    |                                             | X=#F-Ziegellaub                             |                   |

##### Politische und private Beziehungen
Die Menschen, die sich in der RSG zusammenfanden, verband eine gemeinsame, in sozialistischen oder kommunistischen Überzeugungen begründete Bereitschaft zum Kampf gegen den Nationalsozialismus. Gruppen entwickeln aber auch innere Dynamiken, Fraktionierungen aufgrund politischer Differenzen ebenso, wie Beziehungsgeflechte auf privater Ebene: Freundschaften, aber auch Liebesbeziehungen. Keller erwähnt die Freundschaft, die Gisèle Freund mit den Schwestern Seligmann und später mit Fritz Ziegellaub verbunden habe.:S. 56 Letzterer hatte einen Bruder, Joseph Ziegellaub (* 4. April 1905 in Worms; † 1949 in London), der von 1929 bis 1932 als Dramaturg in Berlin arbeitete. Nach kurzem Aufenthalt in Worms meldete er sich am 20. Januar 1933 von dort nach Frankfurt ab. Ob wegen seines Bruders oder wegen Ilse Seligmann, die vor iher Frankfurter Zeit eng mit dem Berliner Theaterleben verbunden war, muss offen bleiben. Jedenfalls floh die inzwischen von ihrem ersten Ehemann, dem Arzt Martin Gerhard Goldner, geschiedene Ilse Seligmann zusammen mit Joseph Ziegellaub nach Paris, wo sie heirateten und ihr gemeinsamer Sohn Peter geboren wurde. Nach einer Rückkehr nach Deutschland (1934) emigrierte das Paar 1937 nach England, wo inzwischen bereits Schwester Lore Seligmann, jetzt Evelyn Anderson, lebte. 1944 erfolgte die Scheidung von Ilse und Joseph Ziegellaub, und Ilse nannte sich fortan Ilse Seglow.
Lena Krieg und Werner Klimpt führten bereits seit 1924 einen Briefwechsel miteinander und lebten zumindest 1929 auch in einer gemeinsamen Wohnung.:S. 33
Ruth Koplowitz trat 1930 in die Frankfurter RSG ein und traf da auf den Germanistikstudenten Paul Heinrichsdorff. Die beiden heirateten 1932 und emigrierten gemeinsam. Im September 1934 trennte sich das Paar; Ruth überlebte das Nazi-Regime in Australien, Paul im späteren Israel.
Über seine Schwester Ruth war Oskar Koplowitz zur Frankfurter RSG gestoßen. „Als Jude, als Linker, auch als Homosexueller [, der sich] von den Nazis durch Abgründe getrennt sehen musste“, brach er Anfang 1933 sein Studium in Frankfurt ab und flüchtete zusammen mit Richard Plaut nach Basel, wo sie ihr Studium fortsetzten. 1935 stieß zu den beiden auch noch Dieter Cunz. Sie bewohnten zusammen ein kleines Zimmer und verfassten unter dem gemeinsamen Pseudonym Stefan Brockhoff drei Kriminalromane. 1938 wurde die Aufenthaltsbewilligung von Koplowitz von den Schweizer Behörden nicht verlängert, worauf er und Cunz im Juli 1938 nach New York emigrierten. Die beiden blieben bis zum Tod von Dieter Cunz im Jahre 1969 ein Paar.:S. 308
Rose Mohrer und Harold Lievers waren bereits verlobt, als sie 1933 ins Visier der Nazis gerieten, aber entkommen konnten (siehe hierzu die Verfolgungsgeschichte von Rose und Harald Lievers (Weaver)).
Nach Marion Keller bedeutete „für viele Rote Student:innen […] die Zugehörigkeit zu politischen Gruppen Heimat und Familie. Das Ende ihrer aktiven politischen Betätigung empfanden sie oft als gravierenden Verlust.“:S. 57

#### Der Sozialistische Deutscher Studentenbund
Der Sozialistischer Deutscher Studentenbund (SDStB) war SPD-nah und ab 1929 Teil der Sozialistischen Studentenschaft Deutschlands und Österreichs. Nach Stuchlik kamen die meisten SDStB-Mitglieder von der mit der Goethe-Universität assoziierten Akademie der Arbeit (AdA).:S. 79 Abendroth bestätigt das, und schreibt, dass die 40 bis 50 AdA-Studenten formell meist im SDStB organisiert gewesen seien, doch bald auch rege Kontakte zur RSG gepflegt hätten.:S. 187 Als ein weiteres studentisches Klientel, aus dem sich die Mitgliedschaft des SDStB rekrutierte, benennt er die Studierenden der Pädagogischen Akademie Frankfurt am Main, einer Einrichtung zur Ausbildung von Volksschullehrern. Insgesamt geht er aber davon aus, dass der SDStB nicht im gleichen Maße wie die RSG Studenten für sich gewinnen konnte. Ihre intellektuellen Bezugspersonen an der Universität seien die Professoren Adolf Löwe, Paul Tillich und Hermann Heller sowie dessen damaliger Assistent Martin Drath gewesen.:S. 188
Die von den politischen Linien der jeweiligen Mutterparteien geprägten Studentenorganisationen machten eine Zusammenarbeit zwischen RSG und SDStB allenfalls punktuell möglich. Für die RSG war die Sozialdemokratie „in hohem Maße mitschuldig an der Entwicklung des Nationalsozialismus an den Hochschulen“ (Sozialfaschismusthese), sie verschloss sich aber in Frankfurt nicht generell gemeinsamen Aktionen mit dem SDStB, so bei einer Demonstration am 7. Juli 1931, zu der die sozialdemokratischen und kommunistischen Studenten gemeinsam aufgerufen hatten.:S. 61 „Eine punktuelle Zusammenarbeit der RSG mit SPD-Mitgliedern […] war in Frankfurt am Main wahrscheinlich deshalb möglich, weil in der RSG zu diesem Zeitpunkt diejenigen tonangebend waren, die politisch der KPD-Opposition (KPD-O) und der SAPD nahestanden und für eine Einheitsfront gegen den Nationalsozialismus eintraten.“:S. 63
Namen von SDStB-Mitgliedern finden sich in der Literatur so gut wie nicht. Der einzige Name, der immer wieder fällt, ist der von Siegfried Höxter, dessen politische Aktivitäten im Kampf gegen den aufkommenden Nationalsozialismus aber weit über die Universität hinausreichten. Dass er auch zu einer Zusammenarbeit mit der RSG bereit war, dokumentieren unter anderem Fotos von Gisèle Freund, die die RSGler Ziegellaub, Dünner und Klimpt zusammen mit Höxter bei der Demonstration im Juli 1931.:S. 61

## Verfolgte Studentinnen und Studenten

### Die Ausschlussverfügung von Rektor Krieck vom 12. Juli 1933
Krieck bezog sich ausdrücklich auf den Erlass „U I Nr. 21890“, datierte den in seinem Schreiben aber fälschlicherweise auf den 19. Juni 1933. Er unterschied zwischen zwei Gruppen, die vom Studium auszuschließen seien:
- die Gruppe der in Frankfurt noch eingeschriebenen Studentinnen und Studenten;
- die Gruppe jener, die von sich aus bereits die Frankfurter Universität verlassen hatten.

Für das weitere Schicksal der in dem Schreiben aufgeführten Personen machte das aber keinen Unterschied, denn „die Namen der Relegierten wurden zwischen den deutschen Hochschulen ausgetauscht und den Betroffenen damit jede Möglichkeit genommen, in Deutschland weiter zu studieren“.:S. 19 Wie das geschah, zeigt die Kopie eines Schreibens vom 22. August 1933 ohne Absender und Adressat in der Akte von Werner Klimpt im Universitätsarchiv. Der Text des Schreibens lautet: „Auf Grund des Erlasses von 29. Juni 1933, U I Nr. 21890, ist sämtlichen deutschen Hochschulen mitgeteilt worden, dass Werner Klimpt sich während seiner Zugehörigkeit zur Universität Frankfurt am Main im kommunistischen Sinne betätigt hat.“ Es ist die Kopie eines Formschreibens, in dem Namen und Pronomen für unterschiedliche Personen und unterschiedlichen Geschlechts eingesetzt werden konnten.
Soweit möglich wird nachfolgend Kriecks Liste, die nur die Daten der nummerierten Zeilen (Name, Geburtsdatum und Geburtsort) enthielt, durch weitere Informationen ergänzt.

#### Die in Frankfurt Zwangsexmatrikulierten
Die Zwangsexmatrikulation dieser sieben Studentinnen und Studenten hatte eine Vorgeschichte. Am 21. und 22. Juni 1932 kam es beim sogenannten Kampf im Lichthof zu heftigen Zusammenstößen zwischen nationalsozialistischen Studenten und RSG-Mitgliedern. Zu den Hintergründen heißt es bei Abendroth:

„1931 und 1932 wurde die Mitgliedschaft der RSG so stark, daß die Nationalsozialisten glaubten, schon sieben Monate vor der ‚Machtergreifung‘ durch Besetzung der Universität mit SA (bei ‚Tolerierung‘ durch die noch immer von einem sozialdemokratischen Polizeipräsidenten geführte Polizei und den Rektor der Universität) ‚Ordnung‘ schaffen und die Diskussionen marxistischer Studenten in den Seminaren ausschalten zu müssen. RSG und SDStB haben sich tapfer gewehrt und wurden im Juni 1932 von den Studierenden der Akademie der Arbeit, von Arbeitern benachbarter Frankfurter Betriebe und von kommunistischen Arbeitslosen unterstützt. Die von den Studenten organisierten Protestversammlungen am 29. Juni 1932 gegen diesen nazistischen Überfall, die gleichzeitig im Volksbildungsheim und im Zoologischen Garten stattgefunden haben, wurden zu großen Einheitsfrontdemonstrationen in einer Zeit, in der die Parteiführungen von SPD und KPD Einheitsfront nicht gern gesehen haben.“

Die Universitätsbesetzung durch die uniformierte Nationalsozialisten wurde zurückgeschlagen. Am 25. Juli 1932 befasste sich der Aademische Senat mit den Vorfällen. „Zwei der beteiligten nationalsozialistischen Studenten [wurden] von der Universität verwiesen. Die Roten Studenten Ludwig (Jakob) Lazarus und Berthold Eulau (später Baruch Ilan) wurden ‚wegen Störung der Sitte und Ordnung des akademischen Lebens‘ verwarnt, das heißt, ihnen wurde die Relegation angedroht: Lazarus, weil er ‚den Linksorganisationen das Kommando zum Marsch nach dem Hauptgebäude gegeben habe‘, Eulau wegen seines Angriffs auf den Vorsitzenden des NSDStB.“:S. 64 f Der Verweis der beiden nationalsozialistischen Studenten findet bei Maaser keine Erwähnung, dagegen der des RSG-Mitglieds Joseph Dünner. Dessen sieben Kampfgenossen, gegen die ebenfalls in einem universitären Disziplinarverfahren ermittelt worden war, kamen erst einmal davon; sie traf Kriecks Bannstrahl ein Jahr später.:S. 242 Merkwürdig an Maasers Darstellung des Vorfalles ist, dass er das jüdische RSG-Mitglied Bertold Eulau zum Komplizen des NS-Haupttäters, des NSDStB-Vorsitzenden Althoff, machte: „Der Medizinstudent Berthold Eulau und sein Kommilitone stud. phil. Karl Althoff hatten aus einer Gruppe uniformierter Nationalsozialisten die Kommunisten provoziert“.:S. 242
- 1.) Elisabeth Kolb, geb. 29.4.00 in Bad Ems
Elisabeth Kolb, die aus einer wohlhabenden bürgerlichen Familie stammte,[64] nahm erst 1928 ein Studium auf und studierte in Frankfurt, unterbrochen von einem Semester an der Berliner Handelshochschule im Wintersemester 1930/31, an der Wirtschafts- und Sozialwissenschaftlichen Fakultät. Im Sommer 1932 legte sie die Diplom-Handelslehrer-Prüfung ab und begann anschließend ein Promotionsstudium bei dem Geographen Hans Schrepfer.
Ab wann genau sich Elisabeth Kolb in der RSG engagierte, konnte auch Lioba Canan Tekin nicht ermitteln, doch wurde ihr dieses Engagement 1933 zum Verhängnis. Sie wurde beim Verteilen von RSG-Flugblättern erwischt, ihre Dissertation bei einer anschließenden Hausdurchsuchung durch die Gestapo verbrannt und sie relegiert. Sie erhielt außerdem Berufsverbot und durfte nicht mehr als Lehrerin an Berufsschulen tätig sein.[25]:S. 66–67
Nach den Verfolgungen in Frankfurt zog Elisabeth Kolb zurück zu ihren Eltern in Bad Ems, mit denen es aber wegen ihrer Frankfurter Aktivitäten zum Bruch kam. 1935 kehrte sie nach Frankfurt zurück und arbeitete fortan auch über den Zweiten Weltkrieg hinweg als Stenotypistin und Auslandskorrespondentin, davon mindestens 11 Jahre lang bei der Firma Telefonbau und Normalzeit.
Nach der Wiedereröffnung der Goethe-Universität nach dem Ende des Zweiten Weltkriegs immatrikulierte sich Elisabeth Kolb erneut und schrieb berufsbegleitend ihre Dissertation mit dem Titel Lorenz von Stein und die soziale Bewegung des 19. Jahrhunderts. Im August 1947 wurde sie promoviert.
„Ob Elisabeth Kolb versuchte, ihren akademischen Weg weiter zu verfolgen, ist nicht bekannt. Mit der Annahme ihrer Dissertation scheint ihre Zeit an der Frankfurter Universität zu enden. Kolb stirbt mit 91 Jahren. Die einzige und letzte Quelle, die Informationen über ihr akademisches Leben hinaus gibt, ist der Sterbeeintrag im Standesamt Frankfurt am Main Mitte. Dieser notiert das Datum 9. Dezember 1991“.[65] Es gibt allerdings noch die Akte aus einem Wiedergutmachungsverfahren, das Elisabeth Kolb 1950 angestrengt hatte.[66]:Signatur HHStAW, 518, 78983
- 2.) Wilhelm Graf zu Solms-Rödelheim, geb. 23.4.14 in Strassbg.[66]:Signatur UAF, 604, 3944
Während über seinen älteren Bruder Max Ernst zu Solms-Rödelheim nur bekannt ist, dass er RSG-Mitglied war und offenbar trotzdem sein Studium fortsetzten und 1938 mit einer Promotion abschließen konnte, gehörte Wilhel Graf zu Solms-Rödelheim wohl zu jenen RSG-Mitgliedern, die bereit waren, im Kampf gegen die Nazis – wie beim Kampf im Lichthof geschehen – auch körperliche Gewalt einzusetzen. Für Kriegk wurde er dadurch ein Jahr später zu einem der ersten Ziele für seine Zwangsmaßnahmen gegen linke Studenten. Der Relegation entzog sich zu Solms-Rödelheim auf ungewöhnliche Art. Er ließ sich auf eine Umerziehung in einem nationalsozialistischen Kameradschaftshaus ein und erlangte nach zwei Semestern unter Aufsicht der SA im Juli 1935 wieder seine Hochschulzulassung. Eine von Keller zitierte Stellungnahme des Leiters des NSDStB lässt darauf schließen, dass zu Solms-Rödelheim eine Täuschungsaktion gelungen war[25]:S. 69, weiterhin „einer Widerstandsgruppe nahe [stand], ohne eindeutig dazuzugehören, [und] den Namen ‚der rote Gra‘ erhielt […] weil er bis zum Ende des Krieges Kommunist war“.[67]
- 3.) Harald Lievers, geb. 5.5.11 in Nottingham (England)
Der in Nottingham geborene und am 11. Dezember 1973 in Cala del Moral bei Málaga verstorbene Harold Lievers stammte aus einer ursprünglich deutschen Familie. Sein Vater Arthur Levi (1880–1939) stammte aus Osnabrück, die Mutter Margarete (Grete) Cahn (1889–1967) aus Bonn. Wann und warum das Ehepaar nach England übersiedelte und seinen Namen änderte, ist nicht bekannt. Sie haben 1909 in Köln geheiratet und lebten seit 2. April 1911, kurz vor der Geburt von Harold also, in Nottingham.[68] Wann Harold Lievers für sich und seine Frau Rose den Namen Weaver annahm, ist nicht eindeutig zu klären. In einem bei Ancestry gespeicherten Registerblatt aus dem Jahr 1939 ist Harold noch als Livers eingetragen, während bei seiner Frau Rose der Nachnamen durchgestrichen und mit Weaver überschrieben ist. Das kann aber auch auf einer nachträglichen Änderung beruhen, denn in einer öffentlichen Ankündigung vom 4. Juni 1941 teilte der als Soldat dem Royal Armoured Corps angehörende Harold Walter Lievers mit, dass er 21 Tage nach dem zuvor genannten Datum beabsichtige, auf den bisherigen Namen zu verzichten und den Namen Howard Weaver anzunehmen.[69]
Lievers hatte ursprünglich in Bonn studiert und stand dort in Kontakt zu dem Zahnmediziner Alfred Kantorowicz, dem 1933 während seiner Untersuchungshaft vorgeworfen worden war, er habe Lievers kommunistische Flugblätter in seinen Veranstaltungen verbreiten lassen.[25]:S. 67 Wann Lievers von Bonn nach Frankfurt wechselte, ist nicht bekannt, doch kann das spätestens zum Beginn des Sommersemesters 1932 erfolgt sein, da er ja im Juni 1932 am Kampf im Lichthof beteiligt war. Bevor er deswegen von Rektor Krieck relegiert wurde, war er bereits von der Frankfurter Polizei heimgesucht worden. Diese hatte am 2. März 1933 sein Zimmer durchsucht und dort Flugblätter und eine Schreibmaschine gefunden – Anlass genug für zwei Gefängnisaufenthalte, aus denen Lievers am 3. Mai 1933 ohne weiteres Verfahren entlassen wurde. In seiner Häftlingsakte ist vermerkt, dass er wegen „Vorbereitung zum Hochverrat“ in Untersuchungshaft gewesen, das Verfahren aber an den Oberreichsanwalt in Leipzig abgegeben worden sei.[66]:Signatur HHStAW, 409/3, 3553 Ob es dort noch einmal aufgenommen wurde, ist nicht bekannt.
Wie oben schon erwähnt, war Lievers zu der Zeit mit Rose Mohrer (* 6. Juni 1912 in Frankfurt am Main; † 26. Februar 1977 in Málaga) verlobt. Diese kam aus der Jüdischen Jugendbewegung und hatte vor ihrem Studium eine Gruppe der Kameraden geleitet.[25]:S. 60 Auch ihr Zimmer wurde durchsucht und sie selber von der Gestapo verhört. Nach ihrer Freilassung floh sie über Berlin nach Polen, wo sie auf Harald Lievers wartete. Sie schafften es dort trotz fehlender Papiere der staatenlosen Rose zu heiraten, wodurch diese die britische Staatsbürgerschaft erhielt und sie gemeinsam nach England emigrieren konnten.[25]:S. 68
1954 haben sowohl Howard Weaver[66]:Signatur HHStAW, 518, 56419 als auch seine Frau Rose[66]:Signatur HHStAW, 518, 56420 Wiedergutmachungsverfahren eingeleitet. Sie zogen sich in beiden Fällen hin bis zum Jahr 1966.
- 4.) Ernst Lörcher, geb. 17.2.07 in München; † 1991)
Lörcher war einer der wenigen RSG-Studenten, die aus der Arbeiterschaft kamen.[25]:S. 52 Ernst Lörchers 1922 verstorbener Vater stand der USPD nahe, er selber erlernte den Beruf des Mützenmachers und trat 1921 in die „Sozialistische Arbeiterjugend“ ein. 1928 konnte er das Abitur nachholen und in Frankfurt ein Studium der Volkswirtschaft beginnen. An der Seite seiner jüdischen Freundin Gertrud Sander Gertrud und Wolfgang Abendroth war er in der RSG aktiv.[70]
Nach der Machtübernahme der NSDAP gehörte Ernst Lörcher zu den ersten sieben Personen, die der Nazi-Rektor Krieck zwangsexmatrikulierte. Lörcher ging zurück nach München und beteiligte sich mit seinen Geschwistern Elisabeth und Albert (1913–1997) an Aktionen der KPD gegen das NS-Regime.[71] Am 1. Mai 1933 forderte er während einer konspirativen Maifeier Jugendliche aus der Gewerkschafts- und Arbeiterjugend zum Widerstand gegen das NS-Regime auf. Lörcher stand da bereits auf den Fahndungslisten der Gestapo und flüchtete anschließend über Frankreich und die Schweiz in die Niederlande.[70]
 1935 reiste Ernst Lörcher illegal ins Ruhrgebiet zurück, wo er 1936 verhaftet und zu einer Gefängnisstrafe verurteilt wurde. Nach deren Verbüßung befand er sich bis zur Befreiung 1945 in Haft im KZ Ebensee.[70] Nach der Befreiung war Ernst Lörcher in verschiedenen Berufen tätig, unter anderem auch als Verlagsrepräsentant in Nahost und Israel, und arbeitete zusammen mit seinem Bruder Albert bei einer Münchner Gewerkschaftszeitung. Er war nach dem Krieg Vorsitzender der VVN[72] und beteiligte sich später an den Ostermärschen, den Protesten der Friedensbewegung in Mutlangen und dem Kampf gegen die atomare Wiederaufarbeitungsanlage in Wackersdorf.[70]
 Auf dem Münchner Platz der Freiheit erinnert seit 2016 eine Stele an Ernst Lörcher.[73]
- 5.) Eva Reichwein, geb. Hillmann, geb. 11.8.99 in Hamburg

- 6.) Peter von Hasselberg, geb. 14.11.08 in Wilhelmshaven (korrekt: von Haselberg)

- 7.) Erich Gerlach, geb. 17.7.10 in Friemersheim

#### Studierende, die sich in Frankfurt Kriecks Zwangsmaßnahmen entzogen hatten
Zu der zweiten Gruppe von Studenten in Kriecks Ausschluss-Verfügung heißt es, sie hätten „sich während ihrer Zugehörigkeit zur Frankfurter Universität […] in kommunistischem Sinn betätigt“, würden aber „jetzt der Frankfurter Universität nicht mehr angehören“. Letzteres lag meist daran, dass sie schon an andere Universitäten oder bereits ins Ausland gewechselt waren, verbunden mit der Hoffnung, so ihr Studium noch fortsetzen oder beenden zu können.
Zu den nachfolgend aufgeführten Personen auf den Positionen 1 bis 3 gab Krieck keine weiteren Erläuterungen ab. Zu den Personen auf den weiteren Positionen hieß es:
- die Personen der Positionen 4 bis 11 waren „Vorstandsmitglieder oder Ferienvertreter der Kommunistischen Studentengruppe in den vergangenen Semestern“;
- die Personen der Positionen 12 bis 14 waren „Vorstandsmitglieder oder Ferienvertreter der Roten Studentengruppe“;
- Josef Doppler auf Position 15 beschuldigte er „als Redner der Roten Studentengruppe in N.S.D.A.P. Versammlungen aufgetreten“ zu sein.

In Kriecks Schreiben heißt es zu den nachfolgenden Personen: „Nach den hier getroffenen Feststellungen haben sich während ihrer Zugehörigkeit zur Frankfurter Universität noch folgende Studenten, die jetzt der Frankfurter Universität nicht mehr angehören, in kommunistischem Sinn betätigt“:
- 1.) Rose Mohrer, geb. 11.6.12 in Frankfurt am Main, staatenlos[74] (Zur Verfolgungsgeschichte von Rose Mohrer (Weaver) siehe: Harold Lievers & Rose Mohrers Verfolgung)
- 2.) Abraham, genannt Arno Sossenky, geb. 28.07.08 in Mittweida, russischer Staatsangehöriger
Die Schreibweise des Nachnamens ist nicht korrekt. In Übereinstimmung mit dem Geburtsdatum findet sich bei Ancestry der Eintrag für den am 20. August 1982 in Detroit verstorbenen Abram Sosenky. Im Katalog der Deutschen Nationalbibliothek i(DNB) ist er als Arno Sosensky zu finden.[75] Mit seinem Namen verbunden ist ein zweiseitiger Brief von ihm vom 10. August 1981 an Margarete Buber-Neumann, der Teil von deren Nachlass im Deutschen Exilarchiv ist.[76] Im Archiv der Goethe-Universität existiert eine Studentenakte für den Zeitraum 1927–1933 unter der auch von Krieck benutzten Schreibweise.[66]:Signatur UAF, 604, 4536
- 3.) Gertrud Sander, geb. 24.5.12 in M.-Gladbach
Ihre Universitätsakte ist einigermaßen rätselhaft, denn sie enthält als Laufzeiteintrag „1927-1933;1941;1954“.[66]:Signatur UAF, 604, 1121
Am 26. August 1936 reiste Gertrud Sander von Le Havre kommen in die USA ein. Laut Passagierliste war sie 24 Jahre alt, in Mönchengladbach geboren und dort auch zuletzt wohnhaft und von Beruf "Weaver Technician". Sie sprach Polnisch, Deutsch Französisch und Englisch. Das wiederholte sich am 9. März 1938. Die nun 25jährige kam von Southampton, alle Daten passen zu der 1936 eingereisten Sander, Geburtsjahr und Geburtsort auch zu der ehemaligen Frankfurter Studentin. Bei der zweiten Einreise ist kein Beruf mehr angegeben, und als letzter Aufenthaltsort steht statt Mönchengladbach nun New York. (Ellis Island)
Nach den in den Datenbanken von Ancestry hinterlegten Dokumenten heiratete Gertrud Sander am 18. August 1939 in Manhattan den am 10. Juni 1900 in der Bronx geborenen Martin Scheerer und wurde am 1. Juli 1941 US-Staatsbürgerin. Am 9. Oktober 1945 ließ sie sich als Angehörige der Demoktatischen Partei im New Yorker Wählerregister eintragen.
- 4.) Gustav Feick, geb. 31.3.04 in Eberstadt
Was der Name von Feick in diesem Kontext soll, ist bislang ungeklärt. Er hatte zwar in Frankfurt Volkswirtschaftslehre studiert, war aber bereits 1930 zum „Dr. rer. pol.“ promoviert worden. Danach arbeitete er bis zu seiner Einberufung zur Wehrmacht im Jahre 1942 in verschiedenen beruflichen Stationen.[77] Aktivitäten von ihm in linken Studentengruppen sind nicht überliefert.
- 5.) Ludwig Woltjan, geb. 15.4.04 in Bremen.
Auch hier ist die Schreibweise des Nachnamens nicht korrekt. Ludwig Woltjen. Im Archivsystem Hessen wird im Zusammenhang mit einer am 29. September 1937 gegen ihn wegen „Vorbereitung zum Hochverrat“ verhängte Untersuchungshaft ein kurzer Überblick über sein politisches Vorleben gegeben.[78] Nach den Zusatzinformationen zur Häftlingsakte war Woltjen bereits seit 1924 Mitglied der KPD und des Kommunistischen Studentenbundes. 1928 wurde er aus der KPD ausgeschlossen und fand über KPD-Abspaltungen schließlich 1932 den Weg zur SAP. Nach der Machtübergabe an die Nazis soll er kontakte zu im Pariser Exil lebenden SAP-Leuten, darunter auch sein Doktorvater Henryk Grossmann, gehabt und diese auch besucht haben. Aus Paris und 1936 auch nach einem Besuch bei Paul Fröhlich in Prag habe er illegales Schriftgut nach Deutschland mitgebracht.[78]
 Mit Woltjen war auch ein Rudolf Ewald angeklagt, und gegen beide erging am 27. Oktober 1937 das vermutlich abschließende Urteil.[79] Die Zusatzinformationen zu der mit einem Sperrvermerk versehenen Akte geben leider keinen Hinweis auf die Vorwürfe gegen Woltje und Ewald oder auf das in der Akte befindliche dreizehnseitige Urteil.
 Woltjens weiteres Schicksal ergibt sich aus den Unterlagen der Arolsen Archives.[80] Danach wurde der verheiratete und Frankfurt wohnende Woltjen am 6. August 1938 als Schutzhäftling ins KZ Buchenwald eingeliefert. Als Beruf ist auf der Stammkarte „Dipl. Volkswirt“ eingetragen. Laut einer weiteren Karteikarte befand sich Woltjen vom 5. Dezember 1936 bis zum 29. Juni 1938 in Frankfurt in Strafhaft und wurde mit deren Ablauf in Schutzhaft genommen, bevor er nach Buchenhaft überstellt wurde. Der letzte verwertbare Hinweis befindet sich abermals auf einer Karteikarte. Handschriftlich und mit roter Farbe ist auf ihr vermerkt: „21.12.44 Trsp. Auschwitz“. Ob Ludwig Woltjen in Auschwitz zu Tode kam oder überlebte, ließ sich nicht feststellen. Das Gedenkbuch – Opfer der Verfolgung der Juden unter der nationalsozialistischen Gewaltherrschaft 1933–1945 enthält keinen Eintrag über ihn.
- 6.) Wilhelm Dörter, geb. 13.12.98 in Mainz

- 7.) Leonore Seligmann, geb. 13.5.07 in Frankfurt am Main.

- 8.) Fritz Ziegellaub, geb. 4.3.07 in Worms

- 9.) Ernst Büding, geb. 19.8.10 in Frankfurt am Main.

- 10.) Werner Klimpt, geb. 19.7.00 in Potsdam[25]:S. 54
- 11.) Lena Krieg, geb. 20.4.01 in Eningen

- 12.) Gisela Freund, geb. 19.12.08 in Berlin

- 13.) John-Gustav Rewald, geb. 15.5.12 in Berlin

- 14.) Fred Samson, geb. 15.4.14 in Kassel

- 15.) Josef Doppler, geb. 3.7.10 in Bratislawa

### Weitere Opfer von Verfolgung
Die oben schon zitierte Zahl von 66 Relegationen im Jahr 1933 zeigt, dass es sich bei den von Krieck erwähnten Personen nur um die Spitze des Eisberges handelte. Eine systematische Erforschung der verfolgten und vertriebenen Studentinnen und Studenten, analog etwa zu der Arbeit von Renate Heuer und Siegbert Wolf über den jüdischen Lehrkörper der Goethe-Universität, fehlt bislang. Die meisten der nachfolgend aufgeführten Personen verdanken sich den Arbeiten von Gerda Stuchlik und in deren Nachfolge der der Arbeitsgruppe um Christoph Dorner. Wichtige neuere Untersuchungen stammen vor allem von Marion Keller, die an der Goethe-Universität zur Geschichte von Frauen in der Soziologie promovierte und seit 2019 in einem Forschungsprojekt zur Geschichte der jüdischen Frauenbewegung und Sozialarbeit am Seminar für Judaistik an der Goethe-Universität arbeitet. Sie ist auch assoziiertes Mitglied des Cornelia Goethe Centrums für Frauenstudien und die Erforschung der Geschlechterverhältnisse, in dessen Umfeld auch die Arbeit von Lioba Canan Tekin entstand. Trotz dieser und weiterer Vorarbeiten wird allerdings auch die nachfolgende Auflistung nur teilweise die Lücke schließen können.
Im Prinzip kann man bei den meisten der oben aufgeführten RSG-Mitglieder von Verfolgungen durch das Naziregime ausgehen: Haft, Zwang zur Emigration, unterbrochene Berufskarrieren. Am einfachsten ließe sich das überprüfen durch einen Abgleich mit den bei den Bundesländern vorhandenen Wiedergutmachungsakten. Dazu gibt es allerdings noch keine bundesweit einheitliche Möglichkeit. Die nachfolgenden Fälle sind deshalb mehr oder weniger zufällig ausgewählt. Nicht oder nur ausnahmsweise berücksichtigt wurden dabei Personen, für die bereits ein Wikipedia-Artikel besteht. In den Fokus rücken dafür auch Personen, für die sich ein Verfolgungsstatus feststellen lässt, die aber nicht direkt aus dem Umfeld der RSG und ihrer Fraktionen stammen.
- Kurt Bergel
Kurt Bergel wurde als jüdischer Student 1933 zwangsexmatrikuliert; über eine Mitgliedschaft in einer Studentenorganisation ist nichts bekannt, er war aber mit Wilhelm Emrich befreundet.
- Ruth Cohnstaedt (* 17. Juni 1912; † 12. November 1934)
In Ruth Cohnstaedts Stolperstein-Biographie heißt es, dass sie im Februar 1932 das Abitur abgelegt und sich zum Sommersemester 1932 zum Jura-Studium in Tübingen immatrikuliert habe. Von dieser Immatrikulation sei sie aber noch vor dem eigentlichen Studienbeginn zurückgetreten.[83] Sie blieb in Frankfurt und kam laut Marion Keller über den Sozialistischen Schülerbund (SSB) zur Frankfurter RSG. Im Sommer 1933 sei sie bei einer Flugblattaktion der KPD verhaftet und zu einer Gefängnisstrafe verurteilt worden.[25]:S. 70 Die SSB-Zugehörigkeit wird auch in der Stolperstein-Biographie erwähnt, nicht aber Cohnstaedts RSG-Zugehörigkeit. Dort ist vielmehr von ihrer Zugehörigkeit zu einer Widerstandszelle zusammen mit Emil Carlebach und Paul Bloch die Rede und ebenfalls von der Festnahme beim Flugnlattverteilen. Dafür sei sie zu einer fünfwöchigen Haft und einer Geldbuße verurteilt worden.
Ruth Cohnstaedt setzte danach ihre illegale Arbeit zusammen mit Carlebach fort, offenbar aber gegen den Willen ihrer Mutter, die sie nach Italien schickte. Von dort kehrte sie Ende 1934 nach Frankfurt zurück und nahm sich das Leben.[83] Bei Keller ist von einer Flucht nach Italien die Rede, und als Motiv für den Suizid heißt es bei ihr: „Die politische Aussichtslosigkeit sowie die Angst vor einer erneuten Inhaftierung trieben sie 1934 in den Selbstmord.“
- Bertold Eulau (* 8. April 1910 in Rohrbach (Büdingen); † um 1996 in Gedera unter dem Namen Baruch Ilan)[66]:Signatur UAF, 604, 712
Eulau wurde, wie oben schon erwähnt, von Michael Maaser als nationalsozialistischer Provokateur bezeichnet, der durch sein Verhalten den Kampf im Lichthof mit ausgelöst habe, und zwar zusammen mit dem Theologie-Studenten Karl Althoff, der seit 1930 NSDAP- und SA-Mitglied war.[66]:Signatur UAF, 604, 710 Gegen die Behauptung vom „nationalsozialistische Provokateur“ Bertold Eulau spricht alleine schon die Tatsache, dass zwischen 1955 und 1981 ein Wiedergutmachungsverfahren nach dem Bundesentschädigungsgesetz über ihn beim Regierungsbezirk Wiesbaden bearbeitet wurde.[66]:Signatur HHStAW, 518, 74748
Das jüdische RSG-Mitglied Eulau hat mit einem Abgangszeugnis vom 19. März 1933 die Universität verlassen. Zuvor war ihm die Relegation angedroht worden, weil er einen Angriff auf den Vorsitzenden des NSDStB begangen haben soll.[25]:S. 65 Sein Name findet sich auch – zusammen mit dem einiger weiterer RSG-Mitglieder – im Personenindex einer Archivalie des Geheimen Staatsarchivs Preußischer Kulturbesitz.[84] Dort taucht auch der Name Karl Althoff auf. Dieser Theologie-Student war seit 1930 NSDAP- und SA-Mitglied.[66]:Signatur UAF, 604, 710. Eulaus Verbleib nach seinem Ausscheiden aus der Universität ist weitgehend unbekannt. Im Archivportal-D befindet sich eine Akte über Johanna Mandelbaum (geborene Dubsky).[85] Darin geht es um die Enteigung eines Wohngebäudes in Berlin, das bisher (19. November 1942) „dem Herrn Reichskommissar für die Behandlung feindlichen Vermögens“ unterstand und das die Schwestern Nelly, Dorothea und Johanna Dubsky von ihrem Vater geerbt hatten. Die Erbinnen lebten zu diesem Zeitpunkt bereits im Ausland, Dorothea und Johanna Dubsky in London, Nelly Eulau in Haifa. Ein in der Akte befindliches Schreiben des Prager Polizeipräsidenten vom 24. November 1942 bringt Nelly Eulon (* 28. April 1911 in Lobositz) mit Rohrbach im "Altreich" in Verbindung und besagt dann, dass sie „zuletzt mit ihrem Mann Berthold Eulon“ im September in einer Prager Pension gemeldet war und sich am 26. September 1935 an einen unbekannten Ort abgemeldet habe.
Ob die Eulaus vor oder nach dem Prag-Aufenthalt in Berlin lebten, ist nicht bekannt. Im Namensregister der zwölfbändigen Buchreihe Widerstand in Berlin gegen das NS-Regime 1933 bis 1945 – Ein biographisches Lexikon findet sich der Eintrag „Eulau, Berthold; 8.4.1910“.[86] Auf alle Fälle aber glückten ihm, seiner Frau (* 1999 in Gedera) und seinen Eltern die Flucht nach Palästina.
- Oskar Hammer (* 4. August 1914 in Frankfurt-Höchst; † 1. Februar 2007)
Der Medizinstudent Oskar Hammer war keiner der linken Studenten wie die meisten hier im Artikel erwähnten Personen. Er wurde aufgrund seiner Homosexualität Opfer der Nazi-Verfolgung. Laut einer Häftlingsakte[87] wurde er am 6. Juni 1939 wegen „Unzucht mit Männern“ verurteilt und war zuvor „von der Kriminalbiologischen Forschungsstelle untersucht worden“.[88] Hammer konnte nach Verbüßung seiner Haftstrafe sein Studium abschließen, wie aus einem ausführlichen Nachruf im Hessischen Ärzteblatt hervorgeht, in dem seine Verurteilung allerdings nicht erwähnt wurde. Dort heißt es, dass der „Medizinaldirektor i.R. Dr. med. Oscar Hammer“ unmittelbar nach Abschluss seines Studiums zum Kriegsdienst eingezogen und 1943 in Russland schwer verwundet wurde. Er überlebte in russischer Kriegsgefangenschaft, aus der er 1950 zurückkehrte. Von 1972 bis zu seiner Pensionierung war Oskar Hammer Chefarzt eines Bad Nauheimer Sanatoriums.[89]
- Alfred Hooge (* 25. Mai 1908 in Berlin)[25]:S. 53, S. 70

- Walter Krolik (* 20. Dezember 1909 in Berlin-Neukölln)
Biografische Daten über Walter Krolik sind kaum zu finden. Seine Zugehörigkeit zur RSG beziehungsweise den in der RSG organisierten Studenten aus dem SAP-Umfeld wird einzig durch Hans Kampffmeyer bezeugt.[41]:S. 192 Darüber hinaus gibt es zwei konkrete Hinweise zu ihm. Im Katalog der Deutschen Nationalbibliothek (DNB) ist seine Dissertation mit dem Titel Über Erfahrungswirkungen beim Bewegungssehen dokumentiert. Sie wird dort als Frankfurter Naturwissenschaftliche Dissertation aus dem Jahr 1933 geführt, die 1934 im Verlag J. Springer in Berlin erschienen sei.[90] Dieser Titel führt zu der Verlagsgruppe Springer Nature und der von ihr herausgegebenen Fachzeitschrift Psychological Research (damals noch Psychologische Forschung). Dort ist Kroliks Dissertation noch heute zugänglich,[91] und in Anmerkung 1 seiner Arbeit schreibt er über den Hintergrund seiner Dissertation: „Die vorliegende Untersuchung wurde zum größten Teil im Laufe des Wintersemesters 1932/33 im Frankfurter Psychologischen Institut durchgeführt. – Herrn Prof. Max Wertheimer und besonders Herrn Privatdozent Dr. Wolfgang Metzger bin ich zu großem Dank für Rat und Hilfe verpflichtet. (Dissertation der Naturwissenschaftlichen Fakultät Frankfurt am Main.)“[92]
Kroliks Dank an Wertheimer führte zu Dokumenten aus dem Wertheimer-Nachlass im Zentrum für Geschichte der Psychologie in Würzburg (ZGP). Das Findebuch der von Viktor Sarris gesammelten Wertheimer-Dokumente[93] enthält die Fotokopie der Studienbuchdaten von Walter Krolik, die einige biografische Daten offenlegen.[93]:S. 30, Box 10/Mappe 3 Der in Berlin-Neukölln geborene Walter Krolik besaß „das Reifezeugnis der Aufbauschule (Typ Deutsche Oberschule) zu Berlin-Neukölln“. Das bedeutet, dass Krolik eine Vorform des heutigen Zweiten Bildungswegs absolvierte, die Fritz Karsen am Kaiser-Friedrich-Realgymnasium in Neukölln (heute: Ernst-Abbe-Gymnasium (Berlin)) aufgebaut und später an der dortigen Karl-Marx-Schule weiterentwickelt hatte.
Kroliks Studienbuch erwähnt an erster Stelle seine Erstimmatrikulation zum Sommersemester 1928 an der Philosophischen Fakultät der Friedrich-Wilhelm-Universität zu Berlin, der heutigen Humboldt-Universität zu Berlin, wo er mathematische und psychologische Lehrveranstaltungen besuchte. Im Wintersemester 1928/29 studierte er bei Max Wertheimer, der anschließend nach Frankfurt wechselte. Das tat zum Wintersemester 1930/31 auch Krolik, der sich an der dortigen Naturwissenschaftlichen Fakultät einschrieb. Unter Wertheimer leitete er wissenschaftliche Arbeiten am Psychologischen Seminar und befasste sich verstärkt mit dezidiert psychologischen (bei Adhémar Gelb), sozialpsychologischen (bei Hendrik de Man) und philosophischen (bei Kurt Riezler und Paul Tillich) Themen.[93]:S. 30, Box 10/Mappe 3
Die Einträge im Findebuch zu den von Sarris gesammelten Wertheimer-Dokumenten legen nahe, dass Krolik bereits in einer engen wissenschaftlichen Beziehung zu Werheimer stand. So wird dort verwiesen auf „Wertheimers aktive Forschungstätigkeit, illustriert an Walter Kroliks Frankfurter Bezugssystemexperimenten zu paradoxen Scheinbewegungen“ oder auf eine Tabelle nach „Kroliks Arbeit zur Verteilung der Bewegungseindrücke von jeweils 10 Beobachtern“.[93]:S. 30, Box 10/Mappe 3 Andere Einträge verweisen auf persönliche Beziehungen, die auch nach Wertheimers Emigration noch fortbestanden. So besitzt das ZGP die "Meldekarte des Doktoranden Walter Krolik für Max Wertheimers Frankfurter Haus" vom August 1933[93]:S. 36, Box 11/Mappe 3, und in einem weiteren Findebuch zu einem ZGP-Bestand, dem Finding Aid for Prof. Dr. Mitchell Ash, das ebenfalls viele Hinweise auf archivierte Wertheimer-Korrespondenz enthält,[94] wird auf eine von Wertheimer am 14. August 1933 an Krolik gerichtete "Einladung zur Gastprofessur nach New York, Mitnahme von Büchern und Kleidern nach Amerika" hingewiesen.[94]:S. 279, Karton 51/Mappe 1 In den beiden ZGP-Beständen finden sich mehrfach Hinweise auf Wertheimers Versuche, etwas über das Schicksal von Krolik zu erfahren, und am eindringlichsten ist das in einem Briefwechsel mit Max Horkheimer dokumentiert. Wertheimer bat diesen Ende Oktober/Anfang November 1934 um Unterstützung für mehrere gefährdete Personen, darunter Walter Krolik. Über ihn heißt es in dem Brief: „Ich habe im Moment keine bestimmte Nachricht, ich weiss nur,dass er seine Dissertation Fertig gestellt hatte, Dr. Metzger schrieb mir vor einiger Zeit, dass nun daraufhin bald die Dr.-Pruefung in Frankfurt sein soll. Ich nehme an dass er deshalb noch in Frankfurt ist. Jedenfalls geht es ihm wirtschaftlich sehr schlecht, er ist praktisch ohne Einkommen und Rueckhalt. (Ich weiss nicht ob unter diesen Umstaenden die Dr.-Pruefung - und damit etwa sein Herauàkommen aus Deutschland - abzuwarten waere, oder ob Sie etwa die Moeglichkeit haetten, íhm nach Deutschland eine xxxxxxx Lebensunterstuetzung zu senden?)“.[95] Horkheimers Antwort vom 7. November 1934 stellt ein Stipendium für Krolik in Aussicht und führt aus, dass dies auch schon früher in Erwägung gezogen worden sei, es damals aber keine Nachricht von Krolik gegeben habe und das Stipendium deshalb an andere Personen vergeben worden sei.
Am 13. Dezember 1934 erhielt Max Wertheimer von einer nicht näher verifizierbaren Person mit dem Namen Madelung (Erwin Madelung?) die Nachricht, dass "Krolik zurück bei seinen Eltern in Berlin [sei], [und] dort freiwillige Mitarbeit bei dem akademischen Auskunftsamt" leiste.[94]:S. 264, Karton 50/Mappe 1 Wie Krolik die Nazi-Zeit überstand und was er nach 1945 beruflich und privat machte, ließ sich nicht ergründen. Es gibt allerdings in den Sarris-Dokumenten einen kurzen Schriftwechsel zwischen ihm und seiner früheren Kommilitonin Erika Fromm (geborene Oppenheimer), deren Dissertation in der gleichen Ausgabe der Zeitschrift Psychologische Forschung veröffentlicht wurde wie die von Krolik. In Kroliks Brief vom 23. August 1984, der auf einen früheren Brief von Fromm Bezug nimmt, ist unter anderem zu lesen, dass er seine Promotionsurkunde erst am 9. Januar 1935 per Post nach Berlin erhalten habe und er die Zeit „vom 1.5. - 30.11.34 "zur Bewährung" im Arbeitsdienst in Königstein zugebracht hatte“. Der Schwerpunkt des Schreibens aber ist ein anderer. Krolik beschäftigte sich mit einer Art Rehabilitation vom Wolfgang Metzger, der ja – neben Max Wertheimer – wesentlich zum Gelingen seiner eigenen Dissertation beigetragen hatte. Nach Krolik habe Ulfried Geuter in seiner 1984 veröffentlichten Dissertation[96] Metzger zu Unrecht als einen Psychologen im Dienste der Nazi-Ideologie beschrieben, und er, Krolik, wolle „nach Möglichkeit Geuter und den Initiatoren seines Machwerks entgegentreten“.[93]:S. 30, Box 10/Mappe 3 Was aus diesem Projekt wurde, ist nicht bekannt. Erika Fromm jedenfalls wollte in ihrer Antwort vom 31. August 1984 nichts zu dessen Gelingen beitragen. Ob Metzger ein Nazi gewesen sei oder nicht, könne sie nicht beurteilen, ihr gegenüber als Jüdin habe er sich nett und anständig verhalten, und wenn er Nazi geworden sei, dann aus Angst und nicht als Überzeugung. Ihr kurzer Brief endete mit der Frage: „Aber warum lasst ihr Metzger nicht ruhen? der arme Mann ist doch tot.“[93]:S. 30, Box 10/Mappe 3
- Ludwig Lazarus
Wie Bertold Eulau wurde auch Ludwig Lazarus mit einer Verwarnung „wegen Störung der Sitte und Ordnung des akademischen Lebens“ die Relegation angedroht. Grund bei Lazarus war, dass er im Zusammenhang mit dem Kampf im Lichthof „den Linksorganisationen das Kommando zum Marsch nach dem Hauptgebäude gegeben habe“.[25]:S. 64–65 Etwa einen Monat nach den Lichthof-Auseinandersetzungen erfolgte in Berlin der als Staatsstreich bekannte Preußenschlag. In Frankfurt reagierte die RSG darauf mit Flugblättern, mit denen sie versuchte, für eine antifaschistische Volksfront und zum Generalstreik zu mobilisieren.[25]:S. 65 Keller suggeriert einen Zusammenhang zwischen dieser Flugblattaktion und dem weiteren Schicksal von Lazarus: „Lazarus, der als Student das Flugblatt der RSG zum Preußenschlag verfasst hatte, wurde von der Gestapo nach der Verbüßung einer zweijährigen Haftstrafe zuerst ins KZ Dachau, danach nach Buchenwald verbracht. 1940 gelang es ihm, aus Deutschland nach Shanghai zu fliehen.“[25]:S. 70 Dieser Zusammenhang dürfte so nicht existiert haben. Lazarus wurde erst 1936 verhaftet, war da schon für die Gruppe Neu Beginnen im Widerstand tätig, und dürfte eher wegen dieser Aktivitäten ins Fadenkreuz geraten sein, als aufgrund der vier Jahre zurückliegenden Flugblattaktion. Wie lange nach der sich Lazarus noch in Frankfurt aufgehalten hat, ist unbekannt. Bei Ursula Krechel, die ihm in ihrem gut recherchierten Roman Shanghai fern von wo ein literarisches Denkmal gesetzt hat, heißt es: „1933 muß er wie alle jüdischen Studenten sein Studium aufgeben, da hat er gerade mal vier Semester studiert.“[97]
- Toni Oelsner
- Gerhard Ohr (1910–1944)[98]
Marion Keller erwähnt Gerhard Ohr im Zusammenhang mit einer von RSG-Mitgliedern am 20. Februar 1933 durchgeführten Flugblattaktion vor dem Haupteingang zur Universität. Dabei kam es zu einem Handgemenge mit SA-Leuten, in dessen Folge Ohr wenige Monate später wegen Körperverletzung zu einer dreimonatigen Haftstrafe verurteilt wurde.[25]:S. 66 In der entsprechenden Prozessakte im Hessischen Hauptstaatsarchiv heißt es dazu:
„Der Beklagte war Angehöriger der marxistischen Studentengruppe. Bei der Verteilung von kommunistischen Flugblättern vor der Universität, die von Polizisten und SA-Leuten unterbunden wurde, hatte er einen SA-Mann in Uniform tätlich angegriffen und verletzt. Der Beschuldigte trat später der Hitler-Jugend bei, wurde aber nach drei Monaten auf Betreiben des Geschädigten ausgeschlossen.“[99]
Keller erwähnt auch eine von Ohr gegen das Urteil eingelegte Berufung, die vom Landgericht Frankfurt am 4. Dezember 1933 zurückgewiesen worden sei. Ob Gerhard Ohr aus ähnlichen Gründen wie William H. Rey eine Annäherung an die Nazis suchte, ist unklar.
Gerhard Friedrich Ohr (* 8. Februar 1910 in München) war der Sohn von Wilhelm Ohr und Julie Susanne Ohr-Binschedler (1881–1960).[100] Das Ehepaar hatte drei Söhne: Heinz Ohr (1909–1943), Gerhard und Kurt (* 14. November 1914), die alle drei in Frankfurt studierten.[101] Die Brüder Heinz und Gerhard Ohr überlebten den Zweiten Weltkrieg nicht. Heinz fiel am 27. Januar 1943, Gerhard Ohr am 6. Januar 1944 an der Ostfront in Sofijiwka.
- Erika Oppenheimer (verheiratete Fromm) (1910–2003)
Ob Erika Oppenheimer zum Kreis der RSG-Studenten gehörte, ist nicht bekannt. Sie hatte jedoch engen Kontakt zu ihrem Kommilitonen Walter Krolik, der zur SAP-Fraktion innerhalb der RSG gehörte. Zusammen mit ihm arbeitete sie über ein verwandtes Thema bei Max Wertheimer, von dem sie 1933 promoviert wurde. Die beiden Dissertationen von Oppenheimer und Krolik erschienen 1935 gemeinsam. Kurz nach ihrer Promotion hatte Erika Oppenheimer noch 1933 Deutschland verlassen, weil sie aufgrund ihrer jüdischen Herkunft Verfolgungen befürchtete. Sie emigrierte zunächst nach Holland und dann 1938 in die USA.
- Lisel Paxmann (* 12. Oktober 1907 in Halle (Saale), † 13. September 1935 in Dresden)
wuchs in Berlin auf, bestand dort 1927 das Abitur und studierte anschließend an der Berliner Universität Philosophie. Im Mai 1929 ging sie nach Frankfurt, wo sie in der KoStuFra aktiv wurde und sich auf eine Promotion bei Max Horkheimer vorbereitete. Eine für April 1933 vorgesehene Beschäftigung als wissenschaftliche Mitarbeiterin am Institut für Sozialforschung kam nach der Machtübernahme der Nazis nicht mehr zu Stande.
Paxmann wechselte im Mai 1933 nach Wien und schloss sich dort der Gruppe Neu Beginnen an, für die sie als Gruppenleiterin und Kurierin nach Berlin geht. „Während einer Kurierfahrt wird Lisel Paxmann beim Grenzübertritt aus der Tschechoslowakei am 12. September 1935 festgenommen und in das Gerichtsgefängnis in Bad Schandau überstellt. Einen Tag später wird sie nach Dresden gebracht, um anschließend nach Berlin überführt zu werden. Am selben Tag stirbt Lisel Paxmann allerdings im Dresdner Gefängnis. Ob sie in ihrer Zelle Suizid beging oder ermordet wurde, ist ungeklärt.“[102]
- Werner Pese (* 4. September 1908 in Görlitz; † 16. Februar 1983 in den USA)[103] Laut seiner Widergutmachungsakte war er "Philologiestudent" und, so der Eintrag im Universitätsarchiv Frankfurt, von 1930 bis 1933 als Student eingeschrieben.[104]
Pese reiste laut der Datenbank von Ellis Island im Dezember 1935 von Le Havre aus in die USA. In den Datenbanken von Ancestry gibt es einen nicht näher ausgeführten Hinweis auf einen Eintrag in einer Gestapo-Kartei. Weitere Einträge dort belegen, dass Pese seit 5. Februar 1943 verheiratet war und zu der Zeit in Tenessee lebte. Spätestens ab 1950 und bis zu seinem Lebensende lebte er in Illinois; seine Beschäftigung dort lässt sich nicht eindeutig verifizieren (Highway Prof).
Von 1958 bis 1962 lief für ihn das erwähnte Wiedergutmachungsverfahren.[105]
- William H. Rey (* 7. April 1911 in Frankfurt – † 7. Mai 2007 in den USA)[106]
Der in Frankfurt geborene Rey studierte von 1929 bis 1934 an der Goethe-Universität Germanistik, Geschichte und Philosophie und beschrieb in seinem Roman eines gespaltenen Lebens sein Engagement in der Roten Studentengruppe und im Kampf gegen die Nazis.[40]:S. 77 ff. Nach der Machtübernahme Hitlers will er sich zusammen mit zwei weiteren Genossen und seiner damaligen Freundin Lissi eine geheime Zelle gebildet und sich entschlossen haben, die SA von innen zu zersetzen. Zusammen mit dem nicht näher vorgestellten Rix trat er „als Anwärter in einen der neuaufgestellten SA-Studenten-Srürme ein“.[40]:S. 88 ff. Rey erwähnt in dem Zusammenhang einen Überfall seines SA-Sturmes auf einen jüdischen „Staatsanwalt Silberstein am Frankfurter Kriminalgericht“, bei dem Silberstein getötet wurde, aber auch Rix, weil er sich gegen seinen Sturmführer auflehnte. „Rix ist weg. Ich bin jetzt der einzige »Saboteur« in unserem Sturm.“[40]:S. 91 Die Geschichte lässt sich nicht verifizieren, da es offenbar keinen Staatsanwalt Silberstein in Frankfurt gab.
Es mutet reichlich naiv, wenn Rey dann schreibt, er habe sich nach diesem Vorfall von der SA zur SS versetzen lassen, „um ins Zentrum der feindlichen Macht zu gelangen“. Zugleich entschloss er sich zur Mitarbeit an der illegal herausgebrachten, aber nach außen hin neutral auftretenden Zeitung Neues Blatt.[40]:S. 92 ff. Nach einigen Wochen flog das Unternehmen auf und Rey entging nur knapp seiner Verhaftung. „Ich war nun völlig isoliert. Der Versuch, im Dritten Reich Opposition zu machen, war gescheitert. Ich begriff, daß eine Revolution unter den gegebenen Umständen aussichtslos war. Ich begriff auch, daß die Strategie der KPD auf einem horrenden Mißverständnis des Nationalsozialismus beruhte. Dies bedeutete den Zusammenbruch meiner bisherigen Weltanschauung. Nicht die Machtergreifung Hitlers an sich, sondern das Versagen des Marxismus angesichts dieses Ereignisses war die Ursache meiner tiefsten Depression. Ein Lebensabschnitt hatte sein Ende gefunden. Von nun an kam ein aktiver Kampf gegen Hitler für mich nicht mehr in Frage. Es konnte sich nur noch um hinhaltenden Widerstand handeln.“[40]:S. 96 f
Zu Reys weiterer Geschichte heißt es auf dem Klappentext seines Buches: „Als Redakteur der »Frankfurter Zeitung« nimmt er an der verdeckten Opposition dieses Blattes gegen das Propagandaministerium teil. Als die Gestapo nach dem Verbot der »Frankfurter Zeitung« (1943) erneut ein Verfahren wegen politischer Unzuverlässigkeit gegen ihn einleitet, flieht er mit seiner bulgarischen Frau in die Türkei und stellt sich den Alliierten zur Verfügung. Er kann sich jedoch nicht mit ihrer Politik gegenüber Deutschland identifizieren, da sie auf eine Teilung des Vaterlandes hinausläuft. […] Da der Glaube des Verfassers, für ein besseres Deutschland nach dem Sturz Hitlers zu kämpfen, durch den kalten Krieg erschüttert wird, kehrt er nicht in die Heimat zurück.“
Aus seinem bei Ancestry hinterlegten Einbürgerungsantrag (vermutlich vom August 1950) geht hervor, dass er zusammen mit seiner damaligen Frau Adelka und dem 1943 in Kairo geborenen Sohn Rainer am 19. Mai 1947 in die USA einreiste und zum Zeitpunkt der Antragstellung in Seattle lebte. Er wurde nach Zwischenstationen an der Ohio State University und dem Grinell College (Iowa)[107] Professor für moderne deutsche Literatur an der University of Washington und lebte zum Zeitpunkt des Erscheinens seines biografischen Romans (1996) als Emeritus in Seattle. In einer Rezension zum zweiten Teil von Reys Memoiren (Überstehen ist alles!) verweist Waltraud Strickhausen auf die engen Kontakte, die Rey in den USA zu seinen Frankfurter Genossen aus der Roten Studentengrupp, Richard Plant (Plaut) und Oskar Seidlin (Oskar Koplowitz), unterhielt. Im Katalog der Deutschen Nationalbibliothek sind von und über Rey 13 Publikationen verzeichnet.[108]
- Ester Scheiner (geborene Knopf; * 29. Juni 1911 in Glogau)[109]
Hinweise auf die Zugehörigkeit zur RSG oder einer anderen oppositionellen studentischen Gruppe gibt es keine. Ihre Benachteiligungen und Verfolgungen resultieren aus ihrer jüdischen Herkunft.
Sie war ab 1934/35 die einzige jüdische Studentin der Zahnmedizin und konnte noch, beeinträchtigt durch Schikanen ihrer Kommilitonen, ihr Staatsexamen ablegen.[5]:S. 59 Die Aufnahme als Doktorandin verweigerte ihr dann der Dekan der Medizinischen Fakultät mit der Begründung: „Der deutsche Doktortitel ist ein Ehrentitel und den verleihen wir nicht an Juden.“[11]:S. 244 Nach einem erneuten schriftlichen Antrag wurde sie 1937 mit einer Dissertation über „Untersuchungen über Ursachen von Rezidiven bei Wurzelspitzenresektion“[110] doch noch promoviert – von Professor Alfred Kühn[5]:S. 60, der nach dem Ende des Zweiten Weltkriegs wegen seiner Zugehörigkeit zur NSDAP sofort entlassen worden war. Die Hinweise im Archivinformationssystem Hessen[111] legen nahe, dass er ab 1948 wieder auf seinen Lehrstuhl zurückkehren konnte.[112]
Im Hessischen Hauptstaatsarchiv in Wiesbaden existiert eine Akte über das 1950 eingeleitete Wiedergutmachungsverfahren von Ester Scheiner.[113]